# Le moment est venu de dire ce que j'ai vu
Le moment est venu de dire ce que j'ai vu est un essai de Philippe de Villiers paru en 2015 chez Albin Michel.
Dans ce livre, l'auteur a voulu informer le lecteur de ce « qu'il a vu » dans sa carrière politique, sans retenir sa plume. Il livre des anecdotes sur des personnages d'envergure (Giscard, Mitterrand, Chirac, mais aussi Poutine, Soljenitsyne...) qui, selon lui, portent des « leçons terribles. »